# 堺市立大泉小学校・中学校
堺市立大泉小学校・中学校（さかいしりつ おおいずみしょうがっこう・ちゅうがっこう）は、大阪府堺市北区にある公立小中一貫校。愛称は大泉学園（おおいずみがくえん）。
小学校は1968年に開校した。中学校は堺市立金岡北中学校の学校規模が過大になったため、1981年に同校から分離開校した。
校区内には新金岡団地が立地している。中学校校区内の小学校が1校だけで、しかも小中学校が隣接していたことから、小中連携による教育に力を入れていた。2013年度には小中一貫校に改編した。

## 沿革
- 1968年 - 堺市立大泉小学校開校。
- 1981年4月1日 - 堺市立大泉中学校開校。
- 1982年1月22日 - 中学校校歌制定。作詞は当時の同校保護者、作曲は当時の同校音楽教諭。
- 2013年4月1日 - 小中一貫校に改編。

## 通学区域
- 堺市北区 新金岡町4丁4-9番、新金岡町5丁1番4-5号・3-10番

## 交通
- Osaka Metro御堂筋線 新金岡駅 東へ約500m
- 南海バス 北区役所前バス停 東へ約400m